# Усть-Тосненская (платформа)
Усть-То́сненская — остановочный пункт (пассажирская платформа) Волховстроевского направления Октябрьской железной дороги (линия Санкт-Петербург-Главный — Волховстрой) в Колпинском районе Санкт-Петербурга.

## Расположение
Остановочный пункт расположен в 29 километрах от Московского вокзала в непосредственной близости от границы с Кировским районом Ленинградской области, близ Петрозаводского шоссе.
Имеет две боковые платформы, позволяющие принимать электропоезда длиной до 12 вагонов. Ряд электропоездов не имеет остановки на этом остановочном пункте, поскольку им пользуется достаточно малое количество пассажиров. Билетная касса отсутствует.
Остановочным пунктом, в основном, пользуются сотрудники расположенного вблизи мебельного комбината. В конце 2010-х гг. рядом с комбинатом была также построена вторая очередь соседнего судостроительного завода «Пелла».

## Название
С момента создания в 1911 году платформа имела техническое название 29-й километр. 28 октября 2015 года топонимическая комиссия Санкт-Петербурга единогласно одобрила полноценное название — Усть-Тосненская. Оно связано с селением Усть-Тосно, которое находилось неподалёку от платформы, и с устьем реки Тосны. 23 июня 2016 года название Усть-Тосненская было присвоено.

### Расписание электропоездов
- Расписание пригородных поездов. Яндекс.Расписания.
- Расписание пригородных поездов на tutu.ru